# Philogenia lankesteri
Philogenia lankesteri – gatunek ważki z rodziny Philogeniidae. Występuje na terenie Ameryki Środkowej.